# Silène (papillon)
Pour les articles homonymes, voir Silène.
Brintesia circe
Genre
Espèce
Le Silène (Brintesia circe) est une espèce de lépidoptères (papillons) de la famille des Nymphalidae et de la sous-famille des Satyrinae. Il est la seule espèce du genre monotypique Brintesia.

## Description
Le Silène est un grand papillon de couleur marron rayé d'une bande blanc crème submarginale rectiligne, avec un ocelle noir discrètement pupillé de blanc à l'apex des antérieures.
Il est reconnaissable en vol à son dessus brun et à la large bande blanc crème qui traverse les deux ailes. Au sol, il se pose avec les ailes repliées (très mimétique sur écorces, feuilles mortes...).
Le revers des antérieures est marron ocre et le revers des postérieures marbré de marron et de blanc, tous deux rayés d'une bande blanche. Un ocelle noir discrètement pupillé de blanc à l'apex des antérieures est bien visible sur le dessus comme sur le revers.

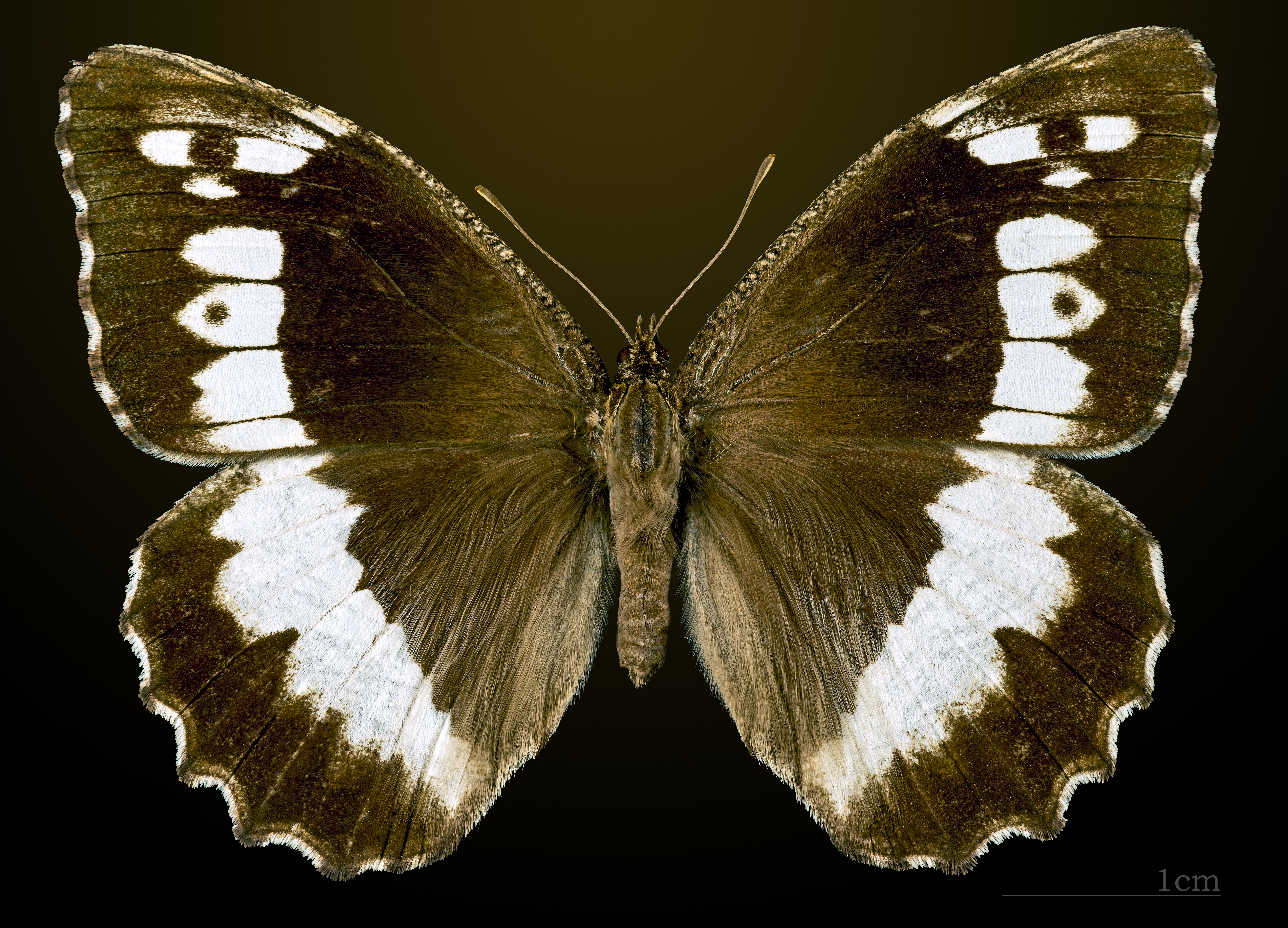
Silène ♀ face dorsale
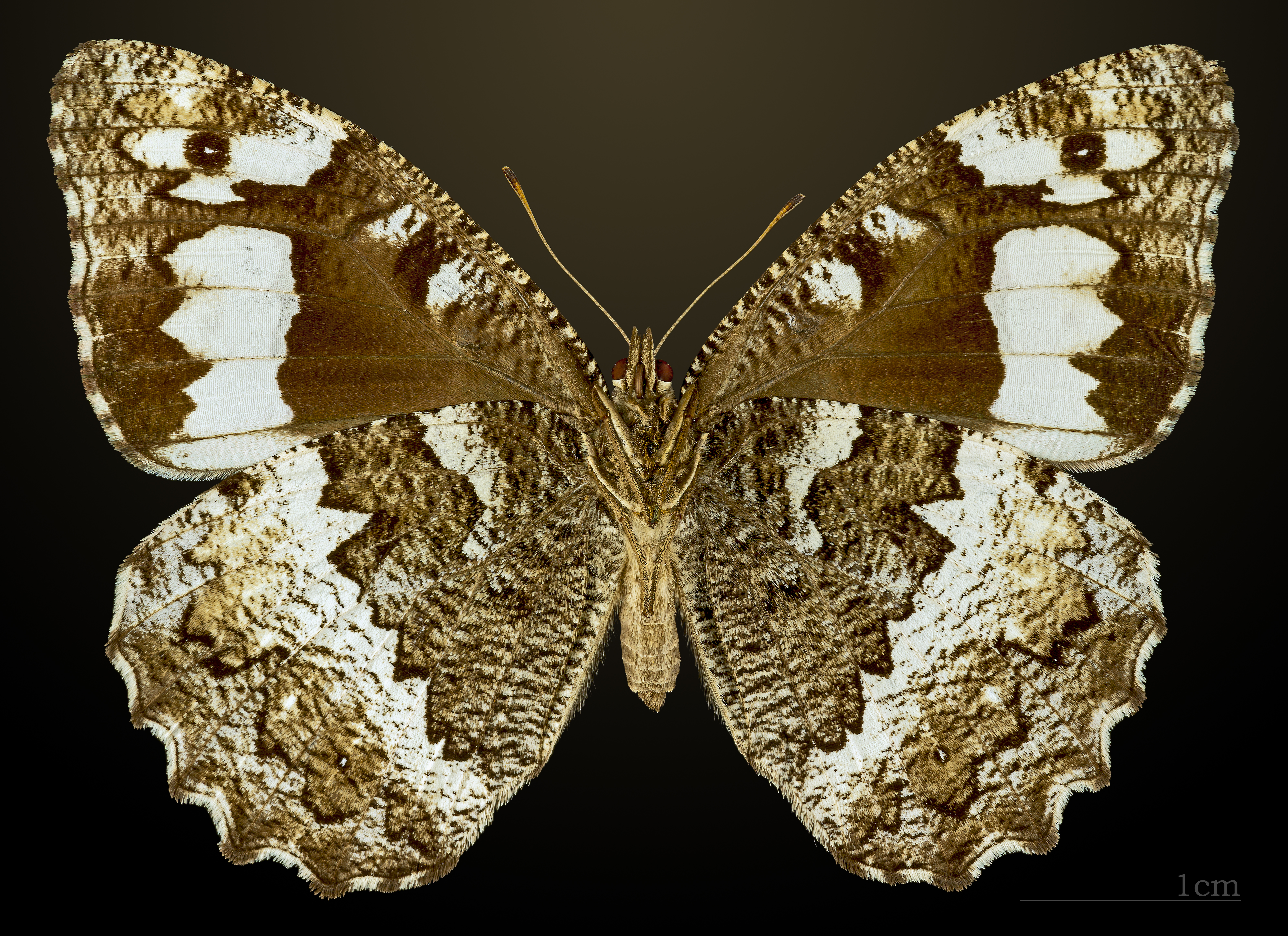
Silène ♀ revers △
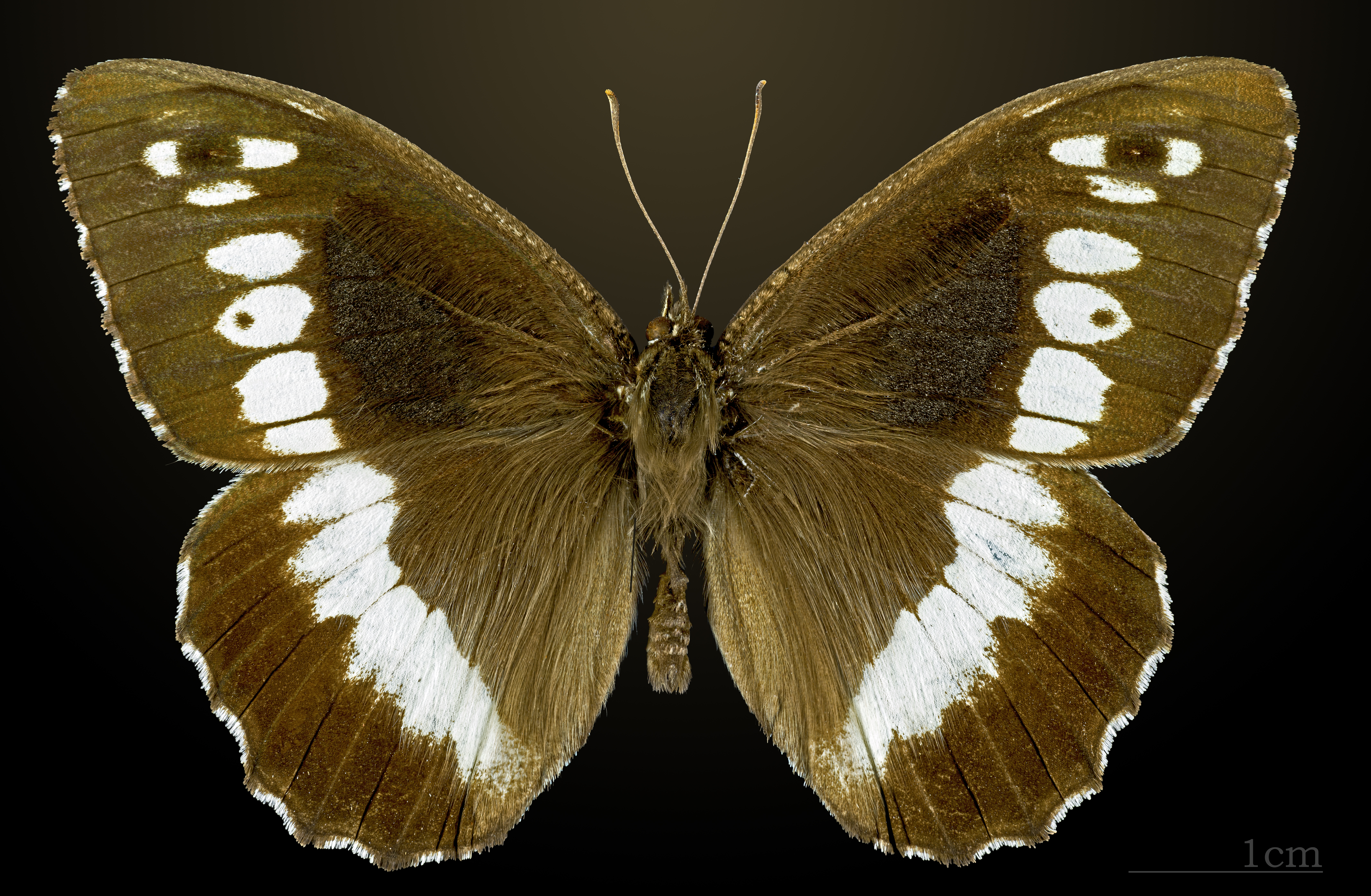
Silène ♂  face dorsale
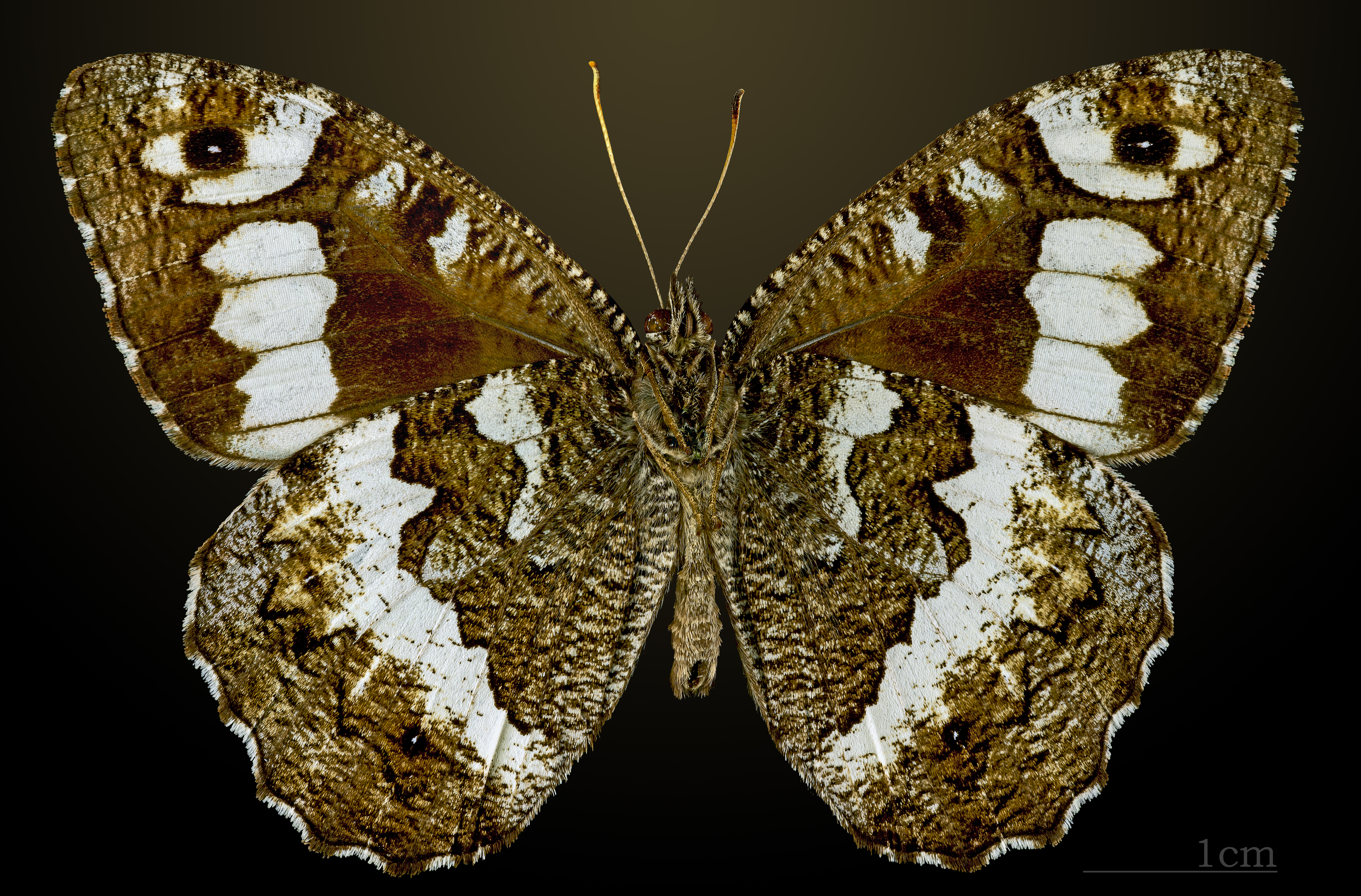
Silène ♂  revers △

Les imagos sont très semblables à ceux de deux autres espèces : Hipparchia hermione et Hipparchia fagi.

## Biologie

### Période de vol et hibernation
Univoltin, le Silène vole en une génération de début juin à mi-septembre.
C'est la jeune chenille qui hiberne, dans une loge souterraine.

### Plantes hôtes
Les plantes hôtes de la chenille sont diverses Poacées : des Bromus dont Bromus erectus, des Festuca dont Festuca ovina, Lolium, Anthoxanthum et Sesleria,.

## Écologie et distribution
Le Silène est présent dans tout le sud de l'Europe : Espagne, grande moitié sud de la France, Italie, Grèce, sud de l'Allemagne et de la Pologne, Balkans ; Turquie, Moyen-Orient et jusqu'en Iran,.
Le Silène est présent dans la majorité des départements de la France métropolitaine, il n'est absent que des départements de Bretagne et du littoral de la Manche et de la mer du Nord et de leurs départements limitrophes, tout le Nord, Île-de-France incluse.

### Biotope
Il réside dans des lieux herbus secs.

## Systématique
L'espèce Brintesia circe a été décrite par l'entomologiste danois Johan Christian Fabricius en 1775, sous le nom initilal de Papilio circe.

### Synonymes
- Papilio circe Fabricius, 1775 Protonyme
- Papilio proserpina Denis et Schiffermüller, 1775 [6]
- Minois circe paraleuca Fruhstorfer, 1908 [7]
- Minois circe maga Fruhstorfer, 1909[8]
- Minois circe venefica Fruhstorfer, 1909[9]
- Minois circe illecebra Fruhstorfer, 1909[8]
- Satyrus circe teleuda Fruhstorfer, 1917[10]

### Noms vernaculaires
Le Silène ou le Circé en français, Great Banded Grayling en anglais, Weißer Waldportier en allemand et Rey mozo en espagnol,.

### Taxinomie
Sous-espèces
- Brintesia circe asperomontana (Stauder, 1921)

Synonymie pour cette sous-espèce :  Satyrus circe asperomontana Stauder, 1921
- Brintesia circe pannonia (Fruhstorfer, 1917)

Synonymie pour cette sous-espèce : Satyrus circe pannonia Fruhstorfer, 1917 
- Brintesia circe venusta (Fruhstorfer, 1909)

Synonymie pour cette sous-espèce : Minois circe venusta Fruhstorfer, 1909

## Le Silène et l'Homme

### Protection
Pas de statut de protection particulier

### Philatélie

Timbre Deutschland

La poste allemande a émis un timbre à l'effigie du Silène en 2005 et la poste bulgare en 1984.